# Bodtjärnarna (Bräcke socken, Jämtland)
Bodtjärnarna är en sjö i Bräcke kommun i Jämtland och ingår i Ljungans huvudavrinningsområde.